# Климент Джундрин
Климент Джундрин е католически духовник и ректор на Пловдивската мирска семинария.

## Биография
Климент Джундрин е роден през 1868 г. в село Калъчлии (днес кв. Генерал Николаево на град Раковски). Учи в Пловдивската капуцинска семинария, а след това в капуцинския институт в село Буджа край Смирна (днес в пределите на град Измир в Турция).
Още незавършил обучението по богословие е изпратен в град София, където държи своя последен изпит. Ръкоположен е за свещеник в град София на 10 декември 1890 г. и е разпределен за помощник в град Пловдив. През 1898 г. отец Климент Джундрин е назначен за префект (ректор) на Пловдивската мирска семинария. През 1901 г. е изпратен за енорийски свещеник в родното си село. Бил е за кратко енорист в град Пловдив и после пак е върнат в село Калъчлии, като е управлявал енорията „Пресвето сърце Исусово“ в продължение на 23 години. По негова инициатива е създадена т.нар. Семейна книга – регистър на населението на селото.
Почива в град София на 4 юни 1923 г., където е бил на лечение. Тленните му останки са пренесени в родното му село, където е погребан.